# FZZT
"FZZT" é o sexto episódio da primeira temporada da série de televisão norte-americana Agents of S.H.I.E.L.D., baseada na organização S.H.I.E.L.D. (Superintendência Humana de Intervenção, Espionagem, Logística e Dissuasão, sigla em português) criada pela Marvel Comics. O episódio gira em torno do personagem Phil Coulson e sua equipe de agentes da S.H.I.E.L.D. enquanto investigam uma série de mortes causadas por um misterioso vírus alienígena. Está situado no Universo Cinematográfico Marvel (UCM), compartilhando a continuidade com os filmes e as demais séries de televisão da franquia. O episódio foi escrito por Paul Zbyszewski e dirigido por Vincent Misiano.
Clark Gregg reprisa seu papel como Coulson da série de filmes e é acompanhado pelo elenco regular da série, composto por Ming-Na Wen, Brett Dalton, Chloe Bennet, Iain De Caestecker e Elizabeth Henstridge. O episódio desencadeia comparações com a situação dos primeiros socorristas nos ataques de 11 de setembro ao mostrar um bombeiro (interpretado pelo ator convidado Vincent Laresca) morrendo por consequência do auxílio da Batalha de Nova York, vista em Marvel's The Avengers. O episódio também apresenta uma extensa sequência de paraquedismo, realizada ao combinar metragem real com CGI, como parte do desenvolvimento dos personagens Fitz e Simmons, que receberam seu próprio tema musical no episódio. Titus Welliver reprisa seu papel como Feliz Blake dos curtas-metragens Marvel One-Shots.
"FZZT" foi exibido originalmente pela rede ABC em 5 de novembro de 2013 e, de acordo com a Nielsen Media Research, foi assistido por 10,93 milhões de telespectadores no período de uma semana após seu lançamento. O episódio recebeu críticas bastante positivas, com o desenvolvimento dos personagem sendo elogiado, especialmente o dos personagens Fitz e Simmons.

## Enredo
Na Pensilvânia, um líder de escoteiros é morto em um incidente misterioso envolvendo raios após investigar a origem de um zumbido estranho. Seu corpo é encontrado flutuando acima do solo, garantindo a intervenção do agente Phil Coulson e sua equipe de agentes da S.H.I.E.L.D.. Os agentes Leo Fitz e Jemma Simmons são incapazes de determinar a causa da morte. Os satélites pegam outro evento relâmpago que não acontece muito longe do primeiro, e Coulson, na companhia dos agentes Melinda May e Grant Ward, chega até a fonte do novo evento e encontra um segundo corpo, flutuando como o primeiro. Skye, a recruta civil e estagiária da S.H.I.E.L.D., descobre que as duas vítimas eram dois bombeiros voluntários da mesma brigada que forneceram reforços na Batalha de Nova York.
Na estação de bombeiros, eles acabam descobrindo um terceiro bombeiro, Tony Diaz, que consegue escutar um zumbido misterioso. Os satélites captam um terceiro evento elétrico na estação de bombeiros, quando May descobre um capacete Chitauri na posse de Diaz - uma lembrança da Batalha de Nova York. Diaz e as outras vítimas estavam limpando a "ferrugem" do capacete algumas noites atrás, e Simmons deduz que todos estavam infectados com uma espécie de vírus alienígena. Coulson ajuda Diaz a aceitar sua situação, antes de deixá-lo morrer. A bordo do Ônibus (o avião que serve como base móvel dos agentes), a equipe está transportando o capacete para armazenamento na Caixa de Areia, uma instalação secreta da S.H.I.E.L.D., quando Coulson percebe que Simmons também foi infectada. Ela deduz que possui apenas 2 horas de vida, mas o avião está sobrevoando o Oceano Atlântico a pelo menos 3 horas da terra. O agente Felix Blake, do quartel-general da S.H.I.E.L.D, ordena que Coulson retire-a do avião ao invés de arriscar a segurança do resto da equipe, mas Coulson recusa a ordem. No intuito de impedir que o resto da equipe também contraia o vírus, Simmons se joga para fora avião; Momentos depois, Fitz descobre um antídoto para o vírus e Ward salta depois dela com um pára-quedas e a cura, salvando sua vida.
Em uma cena pós-crédito, Blake confronta Coulson sobre sua insubordinação, advertindo-o de que ele pode perder sua equipe se não for cuidadoso.

## Produção

### Desenvolvimento e escolha do elenco
Em outubro de 2013, a Marvel revelou que o título do sexto episódio seria "FZZT", sendo escrito por Paul Zbyszewski e dirigido por Vincent Misiano. O elenco principal é composto por Clark Gregg, Ming-Na Wen, Brett Dalton, Chloe Bennet, Iain De Caestecker e Elizabeth Henstridge, que estrelam respectivamente como Phil Coulson, Melinda May, Grant Ward, Skye, Leo Fitz e Jemma Simmons. Também foi anunciado que Titus Welliver reprisaria seu papel como agente Blake do curta-metragem Item 47, enquanto Vincent Laresca também faz uma participação convidada como como Tony Diaz.

### Efeitos visuais
Mark Kolpack, o supervisor dos efeitos visuais da série, explicou que várias técnicas foram utilizadas para criar os efeitos da sequência de paraquedismo no clímax do episódio. Henstridge e Dalton foram filmados na frente de uma tela verde com fios e/ou uma mesa giratória, com o céu, nuvens e oceano adicionados com imagens geradas por computador. Os dois atores também foram digitalizados digitalmente para produzir duplicações digitais para uso em "tomadas de maior alcance que não eram possíveis com os atores reais". Para essas tomadas, Hannah Betts e o dublê Greg Rementer realizaram capturas de movimento através da tecnologia da Sony Motion Capture Stage que impulsionou as duplas performances digitais.

### Música
Para a cena em que Coulson fala com Diaz pela última vez, o compositor Bear McCreary e os produtores da série quiseram deixá-la sem música, sentindo que o desempenho de Gregg fazia o suficiente por si só. Uma vez que Coulson "confessa que ele já morreu uma vez, as cordas da orquestra se esgueiram com um elegante adagio". A cena termina com "um solitário fliscorne tocando solo" dando ênfase para o tema musical de Coulson, que McCreary sentiu que era uma reminiscência de um funeral militar destacando o "senso de moral" de Coulson.
Quando é revelado que Simmons foi infectada pelo vírus, McCreary sentiu que o elemento mais importante da sequência era que a relação entre Fitz e Simmons, que tinha sido tratada como "unidade única" até este episódio, estava em jogo. Posteriormente, McCreary introduziu o tema "FitzSimmons", começando como "um punhado de acordes [esparsos]" que se acumulam ao longo do episódio, concentrando energia e gradualmente transformando-se em um tema definitivo. Quando os personagens descobrem um antídoto para Simmons, as batidas do tema aumentam a cada minuto para refletir a emoção de Fitz. Isto é seguido por uma montagem do par trabalhando na cura. McCreary notou que tais montagens são muitas vezes marcadas com [típica] "música de montagem", mas ele sentiu que se concentrar no relacionamento dos dois personagens era importante para a sequência e, portanto, escolheu uma "versão acelerada" do tema.

### Conexões com o Universo Cinematográfico Marvel
O capacete alienígena portador do vírus no episódio pertence a um Chitauri, a raça alienígena que lutou por Loki em Marvel's The Avengers.

## Lançamento

### Transmissão
"FZZT" foi exibido originalmente nos Estados Unidos na rede ABC em 5 de novembro de 2013. A transmissão americana ocorreu simultaneamente com a do Canadá pela CTV, enquanto a primeira exibição do episódio no Reino Unido aconteceu no Channel 4 em 8 de novembro de 2013. Na Austrália, o episódio estreou pela Seven Network em 15 de novembro de 2013.

### Home media
O episódio, juntamente com os demais da primeira temporada de Agents of S.H.I.E.L.D., foi lançado em DVD e Blu-ray em 9 de setembro de 2014. Os recursos de bônus incluem vídeos especiais gravados nos bastidores, comentários de áudio, cenas excluídas entre outros. O conteúdo foi lançado na Região 2 em 20 de outubro e na Região 4 em 11 de novembro de 2014. Em 20 de novembro de 2014, o episódio ficou disponível para transmissão no Netflix.

## Recepção

### Audiência
Nos Estados Unidos, o episódio recebeu um índice de 2.5/7 porcento de adultos com idades compreendidas entre os 18 e os 49, o que significa que foi visto por 2.5 porcento de todas as residências familiares, e 7 porcento de todos que estavam vendo televisão no momento da transmissão. Foi assistido por 7,15 milhões de telespectadores. A transmissão canadense ganhou uma audiência de 1,60 milhões de telespectadores, a terceira mais alta desse dia e a duodécima maior da semana. A estreia no Reino Unido teve 2,23 milhões de telespectadores e na Austrália a estreia ganhou 1.5 milhões de telespectadores, incluindo 0.7 milhões de telespectadores que gravaram o show. Dentro de uma semana após seu lançamento, o episódio foi assistido por 10,93 milhões de telespectadores dos Estados Unidos; número acima da média da temporada que ficou definida em 8.31.

### Resposta da crítica
Eric Goldman da IGN avaliou o episódio com 8 de 10, elogiando o desenvolvimento "bastante necessário" de Fitz e Simmons, a cena de paraquedismo (apesar do que chama de "FX menos do que estelar") e o fato de que Coulson não pôde salvar Diaz, enquanto criticou a quantidade de conexões com o UCM, afirmando que a série "ainda está amarrada aos macguffins dos filmes anteriores da Marvel." Oliver Sava do The A.V. Club deu um 'B' para o episódio, dizendo que: "Apesar dos meus problemas com a série, ainda espero assistir S.H.I.E.L.D. todas as semanas. Ela faz um bom trabalho capturando a emoção das telas grandes em um orçamento de televisão... o diálogo é animado e o elenco está se tornando atraente a cada episódio novo. Há muito espaço para que esse show cresça, mas ainda não estou pronto para escrever." Alan Sepinwall do HitFix disse em sua análise de "FZZT": "a primeira leva da S.H.I.E.L.D. deixa sugerir que a equipe criativa estava ciente do que não está funcionando, mesmo que não pudessem resolver todos os problemas em uma única parcela", ele achou que o episódio fez vários passos positivos em termos de desenvolvimento de personagens. Will Salmon avaliou o episódio com 3.5 estrelas de 5 para a SFX, elogiando as performances de Henstridge e Gregg, mas também chamando o episódio de clichê e concluindo que "desenvolvendo os personagens, parece que Agents of S.H.I.E.L.D. agora é mais do que apenas a extensão de uma marca chamativa."
Dan Casey, escrevendo para o Nerdist, achou que o episódio era "a hora mais dramática e mais tensa que já vimos na televisão" na série, afirmando que "um dos maiores problemas do show foi sua falta de profundidade generalizada, particularmente em termos de personagens e fazê-los se sentirem como pessoas reais, em vez de super espiões lustrosos com uma fonte aparentemente infinita de escutas auriculares" e concluiu que o episódio "fez passos significativos para resolver este problema, graças a algumas interações de personagens maravilhosas e uma exploração do passado de Fitz/Simmons." James Hunt do Den of Geek afirmou que "se este episódio continua a tendência ascendente do show, isso é discutível. Poderia ter sido pior, mas não houve o salto adiante que vimos do episódio três para o quatro, ou do quatro para o cinco. O que posso dizer sobre este episódio é: foi melhor do que eu pensava que seria um episódio de Fitz & Simmons. Isso é um progresso". Jim Steranko, conhecido pelo seu trabalho em Nick Fury, Agent of S.H.I.E.L.D., criticou o escopo e a escala do episódio, mas também elogiou o desenvolvimento do Coulson, sentindo que isso aproximou seu personagem dos quadrinhos dos agentes da S.H.I.E.L.D.

### Análises
Ao falar sobre as faixas do episódio, o compositor McCreary observou paralelos entre as vítimas dos bombeiros "que foram até Nova York ajudar civis e acabaram contraindo uma doença incurável que os mataria" e a situação dos primeiros socorristas nos ataques de 11 de setembro. Kevin Garcia, escrevendo para o io9, disse que "a Marvel possui alguns bombeiros significantes. Porém mais notavelmente, embora não sejam bem lembrados, são os heróis [da revista em quadrinhos] Call of Duty", cujos mesmos foram inspirados pelo mundo real dos heróis que socorreram vítimas dos ataques de 11 de setembro.